# Герб Онтаріо
Герб Онтаріо — геральдичний символ канадійської провінції Онтаріо. Герб містить символи, що відображають британську спадщину Онтаріо, а також місцеві символи. У верхній частині щита знаходиться червоний хрест Святого Георгія, що символізує Англію. На нижній частині щита зображено три золотих кленових листа на зеленому тлі.
Оригінальний герб, що складалися лише зі щита, був наданий за ордером королеви Вікторії 26 травня 1868 року. Герб був додатково посилений щитотримачами, клейнодом і девізом за королівським ордером Едуарда VII 27 лютого 1909 р.
Щит на червоному тлі зображений на провінційному прапорі Онтаріо.

## Історія
У наступному році після створення Канадійської Конфедерації герб був наданий ордером королеви Вікторії 26 травня 1868 р. в Онтаріо, разом з 3 іншими провінціями нового домініону Канади, Квебеком, Новою Шотландією та Нью-Брансвіком. Герб Домініону був простим і не мав щитотримачів. Герб Онтаріо складався із сучасного щита нинішнього герба Онтаріо. Оригінальний герб можна побачити на прапорі Онтаріо, який складається із обтяженого гербом червоного прапора із прапором Великої Британії в кантоні. Такий же щит є на гербі, яку використовував лейтенант-губернатор Онтаріо в оточенні вінка з золотих кленових листів.
У ордері королева Вікторія дозволила розподілити чотири герби перших провінцій для використання на Великій печатці Канади, і хоча це не було зроблено для першої Великої печатки, саме через це посилання він став фактичним гербом Канада до 1921 р. Потім цей герб також використовувався у першому канадському Червоному прапорі.
Щитотримачі, герб і девіз, розроблені адвокатом Торонто Едвардом Маріоном Чадвіком, були додані 27 лютого 1909 року за королівським ордером короля Едуарда VII.
Герб провінції виділяється тим, що не має королівських символів, а саме корони - хоча девіз Онтаріо, що перекладається з латинської «Ut Incepit Fidelis Sic Permanet» як «Лояльною вона почала, такою вона лишається», посилається на вічну вірність Короні.

## Символізм
Клейнод
Клейнод - чорний ведмідь барибал, який проживає в Канаді, на золото-зеленому вінку.
Щит
Щит герба складається з трьох золотих кленових листів, як символу Канади, на зеленому тлі, над якими у верхній третині розташована широка біла смуга з червоним Георгіївським хрестом, що нагадує про історичний зв'язок з Британією у Верхній Канаді та віддає належне тезці королю Георгу III.
Щитотримачі
Лось праворуч і канадський олень ліворуч, котрі є вихідцями з Канади.
Девіз
Девіз - Ut incepit Fidelis sic permanet, латиною для «Лояльною вона почала, такою вона лишається». Йдеться про біженців-лоялістів від Американської революції, які оселилися в провінції Канади і для яких ця область була відокремлена як Верхня Канада.

## Герб законодавчих зборів

### Історія
На святкування двохсотлітнього ювілею першого засідання законодавчого органу Верхньої Канади в Ньюарку (Ніагара-на-Озері) 17 вересня 1792 р. тодішній спікер Девід Уорнер подав петицію до Головного герольда Канада про надання унікального герба, який би підкреслив особливість Законодавчих зборів та відрізнив ідентичність Асамблеї від уряду. До цього моменту Асамблея використовувала герб уряду Онтаріо. Петиція була задоволена, а новий герб був представлений тодішнім генерал-губернатором Романом Гнатишиним на церемонії в Законодавчій палаті 26 квітня 1993 року. Законодавча асамблея Онтаріо є першим законодавчим органом Канади, який має герб, окремий від герба провінції.

### Символізм
Клейнод
Клейнод - грифон, що тримає люльку миру.
Грифон, древній символ справедливості та справедливості. Люлька миру символізує зустріч духу та дискусію, яку, на думку Перших народів Онтаріо, супроводжує використання люльки.
Корона
Корона на вінку представляє національну та провінційну відданість; її облямівка усипана провінційним дорогоцінним каменем, аметистом, увінчана трьома кленовими листками, що символізують Канаду, та двома білими триліумами, квіткою Онтаріо.
Щит
Щит герба складається з двох схрещених булав, з'єднаних щитом герба Онтаріо, на зеленому полі із золотим обідком.
Булава - традиційний символ авторитету оратора. Зліва показана поточна булава. Справа - оригінал булави часів першого парламенту в 1792 році.
Щитотримачі
Канадський олень праворуч і Лось ліворуч, котрі є вихідцями з Канади
Олень і лось представляють природні багатства провінції.
Звірі у лоялістських діадемах на шиях в честь оригінальних європейських поселенців в Онтаріо, які принесли з собою парламентську форму правління.
Королівські корони, ліворуч 1992 р., праворуч 1792 р., визнають парламентські дворіччя та згадують спадщину провінції як конституційну монархію. Їх було вручено як особливу шану Її Величності королеві Єлизаветі II за рекомендацією генерал-губернатора.
База
В основі Кленові листи - Канада, білі триліуми - Онтаріо, а Троянди - Йорк (нині Торонто), столиця провінції.
Девіз
Девіз - AUDI ALTERAM PARTEM. Одна з серії латинських фраз, висічених у Палаті законодавчого корпусу. Це закликає членів провінційного парламенту "почути іншу сторону".